# Mapatge tonal
El mapatge tonal és un procés que consisteix a enriquir el nombre de tons d'una imatge de manera que puguem veure al mateix temps els seus tons mitjans, els seus tons més obscurs (ombres) i els seus tons més lluminosos (llums), reduint així el contrast global, que es mitiga davant de tanta varietat de tons. Si això no es fa amb especial subtilesa podem aconseguir imatges amb certa artificialitat, en el sentit que ni tan sols l'ull humà, molt més sensible que qualsevol sensor fotogràfic, capta tanta riquesa de tons i veu amb tant de detall en tots ells de mode normal. Al contrari, la utilització correcta del mapatge tonal proporciona un major realisme a les imatges, ja que modela la capacitat de l'ull d'adaptar-se als diferents graus de lluminositat que presenta una mateixa escena, capacitat de la que el sensor no en disposa.
Hi ha diferents tècniques que podem utilitzar per realitzar el mapatge tonal, algunes en combinació entre la càmera i la postproducció.
- En càmera:
  - Ús del bràqueting per aconseguir tres imatges amb diferents tonalitats que unir posteriorment.
  - Utilització del format RAW, que ens subministra una imatge amb major nombre de tons de partida.
- En postproducció, editant les imatges mitjançant un programa de retoc fotogràfic:
  - Correcció lumínica zonal.
  - Tècnica HDR.

## Alt rang dinàmic (HDR)
El cas més extrem de mapatge tonal és l'anomenat alt rang dinàmic (HDR segons les seves sigles en anglès), amb el qual poden obtenir-se un grandíssim nombre de tons, com el seu propi nom indica. Els professionals que treballen amb fotografies HDR (High Dynamic Range) usen el mapatge tonal per aconseguir un registre complet de tots els nivells de brillantor de l'escena original; per a això utilitzen Operadors de mapatge tonal (TMO).

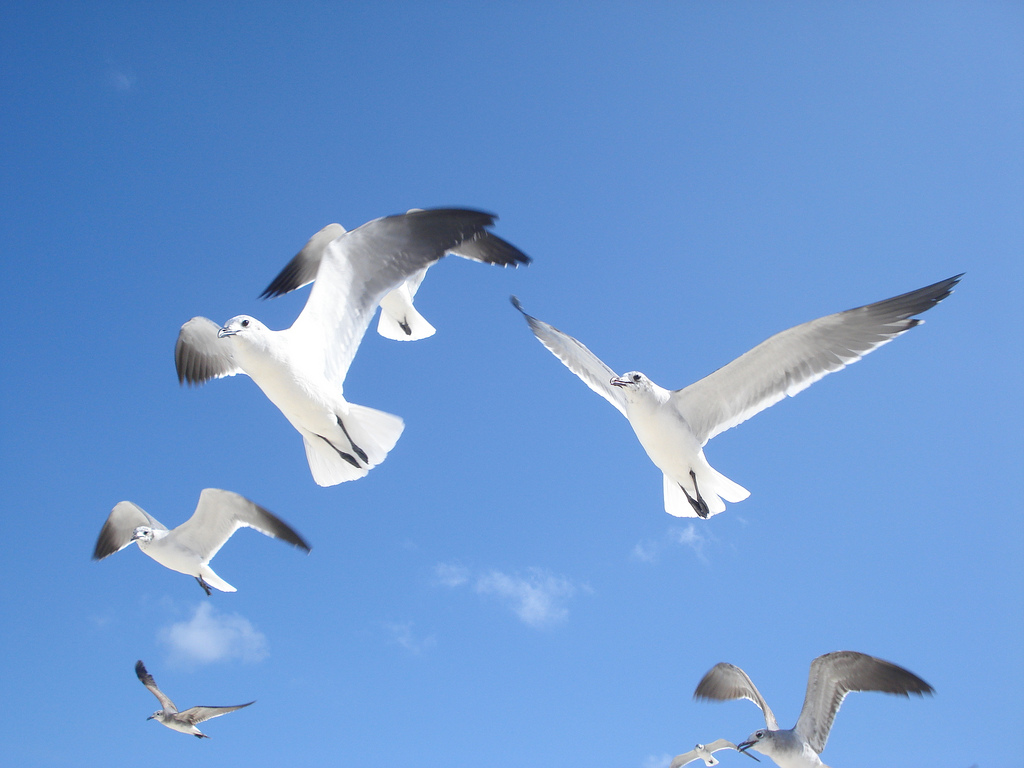
Gavines sobrevolant la platja de Cancun

El mapatge tonal no només és aplicable a imatges HDR, sinó també a fotografies amb Rang Dinàmic Reduït o estàndard (LDR), com per exemple el que posseeixen les imatges RAW, ja que se les pot fer un mapatge tonal valuós perquè compten amb una gamma dinàmica potencial de 14 o 12 bits de profunditat de color. Amb les imatges RAW es processa dues vegades la mateixa imatge, en capes, i permet aprofitar millor els càlculs de recuperació d'una imatge RAW. Un altre tipus de mapatge tonal que es pot realitzar és usant un escàner. Es pren una pel·lícula de gamma dinàmica molt àmplia i s'escaneja d'una forma determinada que permet apreciar tota aquesta informació, clar està que això depèn molt del tipus d'escàner que s'utilitzi, ja que s'ha de variar l'exposició per aconseguir diferents resultats.

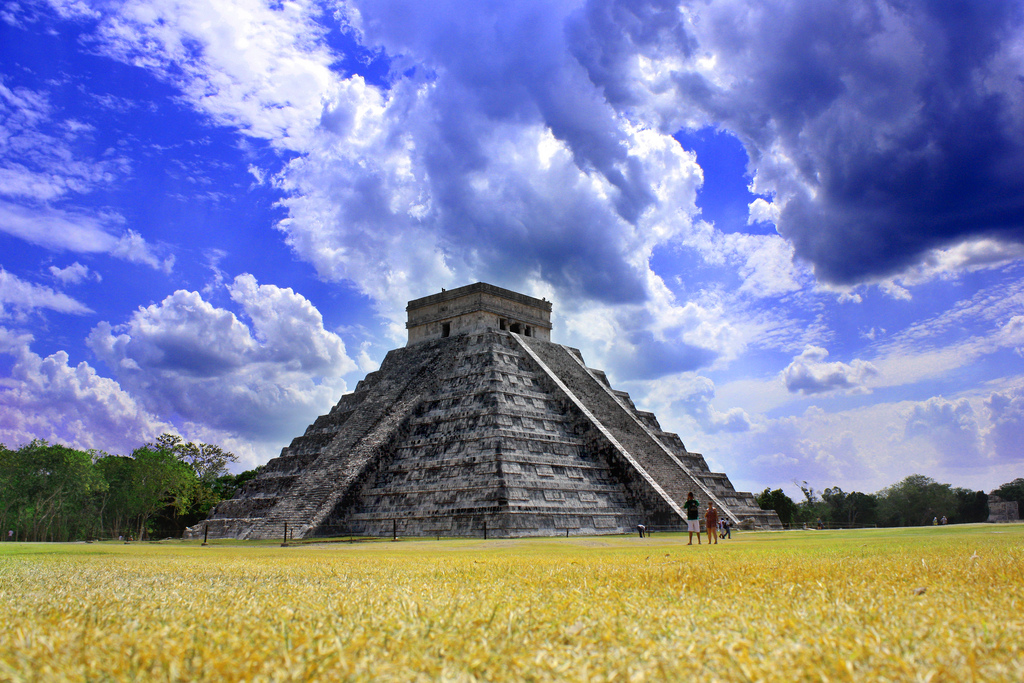
Fotografia HDR

## Operadors de mapatge tonal
Existeixen quatres tipus de TMO amb funcions especialitzades cadascun; Michael Freeman en el seu llibre "Manual de Fotografia de Gama Dinàmica Àmplia (HDR)" els defineix de la següent manera:

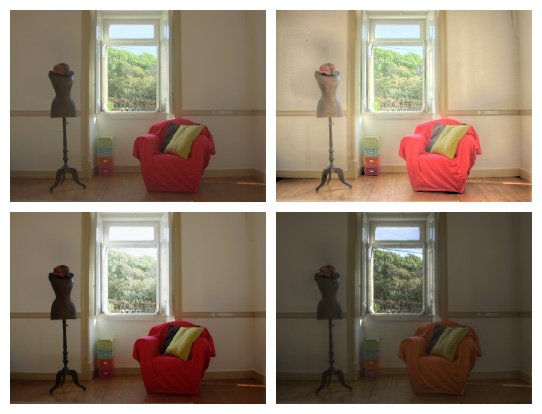
Mètodes de mapatge tonal

### Operadors globals
Els processos de mapatge tonal s'apliquen a cada píxel del mateix mode. Els píxels amb el mateix valor original obtenen el mateix tractament. Com analogia, es pot comparar l'aplicació d'una corba en S en un programari de postproducció a una imatge, amb la funció de correcció "Curves" per realçar el contrast. Es tracta d'una operació global, tot i que molt més senzilla que un mapatge tonal.

### Operadors locals
Els operadors locals fan exactament el que el seu nom indica. Tenen en compte els píxels que rodegen a cada píxel amb el qual treballen. L'àrea més comuna i ràpida de calcular és un bloc de 3x3 píxels, que permet ajustar el contrast de forma selectiva a través de la localització dintre de la imatge.

### Operadors de domini de freqüència
Funcionen convertint les dades de la imatge en freqüències, i després aplicant diferents ajustaments a les freqüències baixes amb més possibilitats de ser associades amb la il·luminació de les freqüències altes relacionades amb el detall.

### Operadors de domini de gradient
Similars als operadors de domini de freqüència, analitzen els gradient de contrast i apliquen diferents ajustaments en funció de si el pendent de contrast succeeix a tota la imatge o de si és curta i nítida en els detalls locals.

## Controls bàsics

### Tres escales de contrast
Existeixen tres escales de contrast però no són tan clarament visibles. Existeix el contrast amb gran escala, amb mitja i fina: al realitzar mapatge tonal es poden tractar aquests elements de diferents maneres segons el disseny.

### Inversions tonals
La inversió tonal succeeix sovint, quan dos tons adjacents es creuen, és a dir, el més obscur dels dos es converteix en el més clar, generant una imatge amb un aspecte rentat o de color diluït.

### Control d'halo
El control d'halo és fonamental a l'hora de realitzar fotografies HDR ja que es produeix a través de l'ús dels TMO (generen un desenfocament entorn de cada píxel per definir el seu entorn). Aquests halos en general apareixen a les vores nítides entre zones clares i obscures, els operadors de mapatge tonal no distingeixen entre el contrast que volem i el que no. En alguns casos particulars un halo degradat pot resultar atractiu ja que ressalta i centra l'atenció en una vora de lluminositat realçant la impressió de contrast. Hi ha dos enfocaments bàsics pel maneig de halos, un consisteix en ampliar-lo i l'altre en reduir-lo.

### Naturalitat
Els problemes que poden sorgir amb aquesta tècnica en general són producte dels càlculs (com els halos), però també a causa d'un ús inadequat i excessiu per part del creador, és a dir, com més informació visual podem incloure en una imatge, menys natural sembla. Perquè això no succeeixi s'han de tenir en compte certs detalls:
- Focus d'atenció i entorn
- Lleuger detall en les ombres
- Abstracció a partir de les llums reflectides
- Espurnes i reflexos especulars

### La importància del postprocés
Malgrat que l'aplicació d'un mapatge tonal dona un acabat agradable, és pràcticament inevitable fer un postprocessat, no per corregir errades, sinó que perquè la imatge final sembli una fotografia real. Aquest postprocessat es pot dur a terme de diferents maneres tenint en compte el programa que es vagi a utilitzar, però en general el que es busca és una correcció en les corbes o ombres/il·luminació, color, contrast i brillantor.

## Programari HDR
Amb els avenços tecnològics, la realització del mapatge tonal ha millorat cada vegada més, els programes informàtics són més potents i específics, però sempre és necessari saber quin utilitzar i de quina manera. Els programes més usats són:
- Photomatix
- Photoshop
- FDRTools
- PFSTools
- EasyHDR
- Qtpfsgui

Cadascun d'aquests programes tenen les seves diferències, que s'adapten més a les determinades necessitats dels usuaris. Photomatix és un dels més usats igual que Adobe Photoshop, però això és a causa de la seva trajectòria com programari d'edició de fotografies. Altres programes són només per Microsoft Windows i no per Mac Os o GNU/Linux, cada un amb opcions, elements i aplicacions útils.